# Abborrtjärnen (Grangärde socken, Dalarna, 668943-146424)
Abborrtjärnen är en sjö i Ludvika kommun i Dalarna och ingår i Dalälvens huvudavrinningsområde.